# Skifttangent

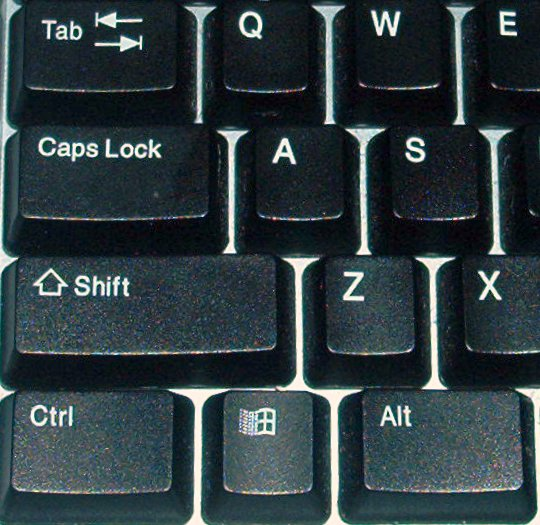
Skifttangenten är oftast placerad strax under skiftlås (caps lock), ovanför kontroll-tangenten (ctrl), på tangentbordets vänstra sida.

Skifttangenten (engelska: shift) är på de flesta tangentbord (för skrivmaskin eller dator) för det svenska språket placerade under tangenten skiftlås och ovanför kontrolltangenten, till vänster på tangentbordet. Den är oftast försedd med en tjockare pil pekande uppåt och ibland med texten "Shift". Ofta finns också en skifttangent på höger sida av tangentbordet.
Skifttangenten används för att generera de tecken/symboler, oftast skiljetecken, som står högst upp till vänster på vissa tangenter. Exempel: skift + 1 ger !, och skift + ' ger * (asterisk).
Skift kan också hållas nedtryckt samtidigt som bokstavstangenterna används, och resultatet blir då versaler ("stora bokstäver"). Om skiftlås är aktiverad, genereras på vissa datorer (ej Macintosh) istället gemener om skift hålls nedtryckt.
På skrivmaskiner finns i regel också en skifttangent som, i kombination med andra tangenter, gör det möjligt att skriva alternativa symboler eller tecken. Även här finns den på både vänster och höger sida av tangentbordet. Skiftlås har också sin motsvarighet, men är på mekaniska skrivmaskiner en spärr som låser skift i nedtryckt läge.